# Front démocratique révolutionnaire du peuple éthiopien
Cette page contient des caractères spéciaux ou non latins. S’ils s’affichent mal (▯, ?, etc.), consultez la page d’aide Unicode.
 (novembre 2019).
Si vous disposez d'ouvrages ou d'articles de référence ou si vous connaissez des sites web de qualité traitant du thème abordé ici, merci de compléter l'article en donnant les références utiles à sa vérifiabilité et en les liant à la section « Notes et références ».
Le Front démocratique révolutionnaire du peuple éthiopien (FDRPE) (amharique : የኢትዮጵያ ሕዝቦች አብዮታዊ ዲሞክራሲያዊ ግንባር), également appelé « Ihadeg » (acronyme de la version amharique: ye Ityopia hizboch abyotawi dimokrasyawi genbar) était une coalition politique au pouvoir en Éthiopie. En novembre 2019, son dirigeant, le premier ministre Abiy Ahmed, unifie la quasi-totalité des partis de la coalition en un unique Parti de la prospérité.

## Histoire
Le FDRPE est né de l’alliance de quatre partis politiques, le Front de libération du peuple du Tigré (FLPT), l’Organisation démocratique des peuples Oromo (ODPO), le Mouvement national démocratique Amhara (MNDA) et le Mouvement démocratique des peuples du sud de l'Éthiopie (MDPSE). Avant d’accéder au gouvernement en 1991, il s’agissait d’un groupe rebelle combattant la junte militaire du Derg. Le FLPT renonça à ses revendications d’indépendance lorsqu’il rallia la coalition dans le but de renverser le Derg, qu’il combattait depuis 1974. Au fil des années, le FDRPE est passé d’une idéologie marxiste-léniniste à une approche sociale-démocrate.

## Une coalition de gouvernement dominante
La coalition totalise 472 des 527 sièges de la Chambre des représentants du parlement éthiopien lors des élections du 15 mai 2000. Les résultats de ces élections ont été contestés par l’opposition, ce qui occasionna des troubles et causa la mort d’une centaine de civils, dont deux parlementaires. Le FDRPE revendiquait 327 sièges tandis que l’opposition affirmait que les deux grandes coalitions d’opposition formaient une majorité.